# Luca Cretti
Luca Cretti, né le 30 juin 2001 à Brescia, est un coureur cycliste italien. Il est membre de l'équipe MBH Bank-Ballan-CSB. 

## Biographie
Luca Cretti est né en juin 2001 à Brescia, d'un père gérant d'une épicerie et d'une mère assistante sociale. Il grandit toutefois dans la commune de Sovere. Très rapidement intéressé par le vélo, il commence la compétition vers l'âge de six ans par le VTT. Sa première licence est prise au club Cicli Peracchi, implanté dans sa ville de résidence,. Son frère cadet Paolo a lui aussi été coureur cycliste. 
Chez les juniors, il obtient obtient deux victoires et diverses places d'honneur en 2019, sous les couleurs du GS Massì Supermercati. Il se classe notamment troisième du Gran Premio dell'Arno, ou encore douzième du Giro della Lunigiana, tout en ayant terminé cinquième d'une étape. Après ses performances, il intègre l'équipe continentale Beltrami TSA-Marchiol en 2020. Il rejoint ensuite la formation Hopplà-Petroli Firenze-Don Camillo en 2022. Sous ses nouvelles couleurs, il remporte deux courses chez les amateurs. 
En 2023, il retrouve le niveau continental grâce à sa signature chez Colpack-Ballan-CSB. Los du Tour d'Italie espoirs, il montre ses aptitudes de grimpeur en terminant quatrième de la septième étape, disputée sur un parcours montagneux. Le lendemain, il prend la deuxième place de la dernière étape, derrière son compagnon d'échappée Anders Foldager. Cette même année, il remporte l'épreuve Pessano-Roncola ainsi que le Tour de Vénétie au niveau national. Il finit par ailleurs deuxième du Giro del Medio Brenta et du championnat d'Italie espoirs. Cretti fait cependant l'objet d'un contrôle positif au clostébol, un stéroïde anabolisant. Pour sa défense, il invoque une contamination par une pommade. Il écope initialement d'une suspension de deux ans. La peine est néanmoins réduite à un an et deux mois en appel.
Après une saison blanche, il reprend la compétition de manière régulière en 2025. Au printemps, il se fait remarquer parmi les professionnels en terminant neuvième de l'étape reine du Tour des Abruzzes. Il conclut cette course à la onzième place du classement général.

## Palmarès
- 2019
  - Champion du Piémont juniors (Coppa Valle Grana)
  - 3e du Gran Premio dell'Arno
- 2022
  - La Bolghera
  - Gran Premio San Luigi di Caselle
  - 2e du Grand Prix de la ville d'Empoli
- 2023
  - Pessano-Roncola
  - Tour de Vénétie
  - 2e du championnat d'Italie sur route espoirs
  - 2e du Giro del Medio Brenta
- 2025
  - Schio-Ossario del Pasubio
  - Mémorial Fornasiero
  - 2e de Zanè-Monte Cengio
  - 2e du Giro del Medio Brenta
  - 2e de Pessano-Roncola
  - 3e du Mémorial Polese
  - 3e du Trofeo Alcide Degasperi

## Classements mondiaux
| Année                                 | 2023 |
| ------------------------------------- | ---- |
| Classement mondial                    | 997e |
|                                       |      |
| Légende : nc = non classéSource : UCI |      |